# Бела, Далила
Далила Бела (англ. Dalila Bela; род. 5 октября 2001, Монреаль, Квебек) — канадская актриса кино, телевидения и озвучивания, начавшая сниматься в возрасте восьми лет.

## Биография
Далила Бела родилась 5 октября 2001 года в Монреале (Канада). Её отец — панамец, мать — бразильянка, а вообще среди близких предков Далилы ещё есть англичане, французы и испанцы. У Далилы есть два младших брата, Брюс Саломон (род. 2004) и Рафаэль Алехандро (род. 2007), которые тоже, несмотря на весьма юный возраст, уже стали достаточно известными актёрами кино и телевидения.
С пяти лет Далила начала сниматься в рекламе. После того, как на девочку обратили внимание кино- и телепродюсеры, она с семьёй переехала в Ванкувер, где с 2009 года начала сниматься в телесериалах и фильмах.

## Награды и номинации
С полным списком кинематографических наград Далилы Белы можно ознакомиться на сайте IMDb.
- 2010[англ.] — Премия «Молодой актёр» в категории «Лучшая роль в телесериале — приглашённая молодая актриса» за роль в сериале «Сверхъестественное» — номинация.
- 2011[англ.] — Премия «Молодой актёр» в категориях:
  - «Лучшая роль в короткометражном фильме — молодая актриса 10 лет и младше» за роль в фильме «Детский суд» — номинация;
  - «Лучшая роль в DVD-фильме — молодая актриса» за роль в фильме «Незнакомец»[англ.] — победа.
- 2012[англ.] — Премия «Молодой актёр» в категориях:
  - «Лучшая роль в полнометражном фильме — молодая актриса 10 лет и младше» за роль в фильме «Дневник слабака 2: Правила Родрика» — номинация;
  - «Лучшая роль в короткометражном фильме — молодая актриса 10 лет и младше» за роль в фильме «Джоанна заводит друга» — победа.
- 2013[англ.] — Премия «Молодой актёр» в категориях:
  - «Лучшая роль в телесериале, мини-сериале, специальном или пилотном эпизоде — молодая актриса второго плана» за роль в телефильме «Очень странное Рождество» — номинация;
  - «Лучшая роль в полнометражном фильме — молодая актриса второго плана 10 лет и младше» за роль в фильме «Дневник слабака 3» — номинация.
- 2015[англ.] — Премия «Молодой актёр» в категориях:
  - «Лучший молодой ансамбль в телесериале» за роль в сериале «Отряд ребят[англ.]» — номинация;
  - «Лучшая роль в телесериале — молодая актриса в главной роли» за роль в сериале «Отряд ребят» — номинация.
- 2016[англ.] — Премия «Молодой актёр» в категории «Лучший молодой ансамбль в телесериале» за роль в сериале «Отряд ребят» — номинация.

## Избранная фильмография
Широкий экран
- 2011 — Красная Шапочка / Red Riding Hood — дочь (в титрах не указана)
- 2011 — Дневник слабака 2: Правила Родрика / Diary of a Wimpy Kid: Rodrick Rules — Тейлор Прингл
- 2012 — Дневник слабака 3 / Diary of a Wimpy Kid: Dog Days — Тейлор Прингл
- 2012 — Искатели могил 2 / Grave Encounters 2 — Кейтлин[4]
- 2013 — Восторг Палуза[англ.] / Rapture-Palooza — внучка
- 2016 — Отряд ребят в кино / Odd Squad: The Movie — агент Олайв[5]

Телевидение
- 2009 — Грань / Fringe — Дженни Бёрджесс (в эпизоде Fracture[англ.])
- 2009 — Сверхъестественное / Supernatural — маленькая девочка (в эпизоде I Believe the Children Are Our Future)
- 2010 — Р. Л. Стайн: Время призраков / The Haunting Hour: The Series — ревнивая девочка (в эпизоде Really You: Part 1)
- 2012 — Очень странное Рождество / A Fairly Odd Christmas — эльф Джингл Джилл
- 2012 — Мистер Янг[англ.] / Mr. Young — Люси Робото (в эпизоде Mr. & Mrs. Roboto)
- 2013 — Люди будущего / The Tomorrow People — сестра Кары (в эпизоде Girl, Interrupted)
- 2014 — 100 / The 100 — Ли (в эпизоде Unity Day)
- 2014—2016 — Отряд ребят[англ.] / Odd Squad — агент Олайв[6] (в 41 эпизоде)
- 2015 — Однажды в сказке / Once Upon a Time — Гвиневра в детстве (в эпизоде The Broken Kingdom[англ.])
- 2016 — Аннедроиды[англ.] / Annedroids — ученица (в эпизоде Teacher's Pal)
- 2017—2018 — Энн / Anne with an E — Диана Барри[7][8][9] (в 17 эпизодах)

Сразу-на-видео
- 2010 — Незнакомец[англ.] / The Stranger — внучка
- 2012 — Рождественская история 2[англ.] / A Christmas Story 2 — девочка в строю

Озвучивание
- 2016 — На старт! Ракета! Марш![англ.] / Ready Jet Go! — Сидни (в 17 эпизодах)